# Янусевич, Петер
Петер (Петре) Янусевич (рум. Peter Ianusevici, родился 17 мая 1950 года в Сибиу) — румынский регбист и регбийный тренер, известный по работе с национальными сборными Германии и Румынии по регби. Выступал на позиции винга.

## Биография
Известен по выступлениям за румынские клубы «Сибиу», «Штиинца» (Клуж), «Фарул» (Констанца), «Спортул Студенцэск» и «Агрономия» (Бухарест). За сборную Румынии сыграл 15 матчей: дебютную игру провёл 14 марта 1974 года в Бухаресте против поляков, последнюю игру — 3 декабря 1978 года там же против французов (11 побед, 2 ничьи, 2 поражения; из 15 матчей в 14 выходил в стартовом составе). Очков в играх за сборную не набирал.
В 1991 году Янусевич возглавлял сборную Румынии на чемпионате мира в Англии: под его руководством румыны в 1991 году одержали перед началом турнира победу над Шотландией 18:12, хотя на самом турнире из группы не вышли. В 1992 году он принял сборную Германии по регби, главным тренером которой оставался с октября 1992 года до 2002 года.
До 31 августа 2012 года Янусевич занимал должность спортивного директора в германском регби. 11 июня 2012 года он был назначен спортивным директором (федеральным тренером) сборной Румынии. По контракту Янусевич собирался проработать до 2015 года и затем уже вернуться в Немецкую федерацию регби, чтобы занять там неоплачиваемую должность. Однако уже в августе 2013 года он оставил свою должность в Федерации регби Румынии.
В апреле 2014 года Янусевич возглавил клуб «Хандшусхайм», совмещая свою должность с деятельностью менеджера (в плане управления молодёжной командой, подготовкой тренеров и т.д.). С сезона 2017/2018 покинул пост тренера, оставшись аналитиком команды.
Интересуется также регби-7, своим любимым игроком называет Сесила Африку, любимым тренером — Гордона Титченса. Любимый фильм — «Фауст» Александра Сокурова.